# Elsa Goveia
Elsa Goveia (Guayana británica, 12 de abril de 1925-Kingston, 18 de marzo de 1990) fue una de las principales académicas e historiadoras del Caribe. Fue la primera mujer en ser profesora de la entonces recién creada Universidad de las Indias Occidentales (UIO) y la primera profesora de estudios de las Indias Occidentales en el departamento de historia de la UIC. Su obra Slave Society in the British Leewards Islands at the End of the Eighteen Century, publicada en 1965, fue trascendetal y pionera en el estudio de la institución de la esclavitud; fue la primera en proponer el concepto de una "sociedad esclava" que abarca la comunidad entera y no solo a los esclavos. Su investigación y docencia influyó ampliamente en la región.

## Biografía
Elsa Vesta Goveia nació el 12 de abril de 1925 en la Guayana británica en el seno de una familia de clase media,, étnicamente de origen portugués y afroguayanesa. Fue educada en una época en la que incluso era extraño que los hombres de la Guayana británica recibiesen educación. Después de obtener una beca, asistió al St. Joseph High School en el Convent of Mercy en Georgetown y se graduó con su certificado.
En 1944 ganó la beca nacional de la Guayana británica y se trasladó a Londres, donde comenzó a estudiar historia en la University College de Londres. Ganó el Pollard Prize por su investigación histórica, lo que la convirtió en la primera antillana en ganar la beca. Se graduó con honores de primera clase (en inglés: First Class Honors) en 1948.
Para fomentar sus estudios asistió al Institute of Historical Research en Londres bajo la tutela de Eveline Martin hasta 1950, año en el que volvió al Caribe y aceptó un puesto como profesora auxiliar en la recién creada Universidad de las Indias Occidentales. Entre 1950 y 1951, mientras continuaba su investigación, preparó su tesis Slave Society in the British Leeward Islands 1780-1800. La entregó al año siguiente y obtuvo el doctorado en 1952.

## Carrera
Al recibir su título, Goveia se convirtió en profesora y enseñó en el departamento de historia de la UIO. Sus cursos se enfocaron en temas que había sido dilucidados en su tesis doctoral. Antes de Goveia, la historia del Caribe se había enfocado en los aspectos económicos de la esclavitud y sus implicaciones políticas, y seguía una secuencia cronológica sin tener en cuenta el contexto más amplio. En su lugar, Goveia analizó el impacto sociológico de los esclavos, los freeborn y otros elementos de la sociedad y cómo estos funcionaban entre sí como comunidades separadas y como un todo. Ella reconoció que toda la cultura fue construida sobre la base de la "sociedad esclava", donde las relaciones no solo fueron definidas por el color, sino también por mantener una estructura basada en la superioridad y la inferioridad; la interdependencia del grupo produjo coherencia en la sociedad. No optó por permanecer en silencio ante la esclavitud, en su lugar, argumentó que solo mediante el conocimiento y la confrontación del pasado se podría cambiar lo que los seres humanos hicieron. Goveia intentó, como persona cercana al tema, abordó la historia desde la perspectiva del colonizado y no desde la perspectiva de como se desarrollaron las colonias gracias a los colonizadores. Fue un enfoque innovador que forzó a los investigadores a considerar la historia social y otras perspectivas más interdisciplinarias para analizar y cuestionar la historiografía de la región.
Al comienzo de 1952, a petición del Instituto Panamericano de Geografía e Historia (IPGH), Goveia abordó un estudio que se convertiría en una de sus obras más importantes, Study on the Historiography of the British West Indies. Investigó y escribió partes del proyecto durante dos años hasta que, una vez concluido, en 1956 fue publicado por el IPGH. Años después de su publicación, el estudio ha sido considerado una de las dos obras transcendentales de la historiografía publicada en la década de 1960; una de las obras más influyentes; una importante contribución a la investigación; y un catalizador que ha causado que otros historiadores investiguen sobre la dinámica interna de las sociedades, las economías y las políticas de las Indias Occidentales. Publicó otros ensayos y análisis, como el capítulo "The West Indian Slave Laws of the Eighteen Century" de la serie Chapters in West Indian History publicada por la UIO, una obra que fue perspicaz y esclarecedora.
En 1958, Goveia fue nombrada profesora asociada y luego, en 1961, fue designada como profesora en historia de las Indias Occidentales. El nombraiento fue histórico, ya que al mismo tiempo se convirtió en la primera y única mujer profesora de la UIO, así como en la primera profesora de historia de las Indias Occidentales de origen caribeño. En 1965, su tesis fue publicada bajo el título Slave Society in the British Leeward Islands at the End of the Eighteenth Century. Como su obra Study on Historiography, el libro llegó a ser muy influyente, siendo una de las primeras obras en definir el término "sociedad esclava" y su funcionamiento interno. El enfoque de Goveia fue en la sociedad al completo, más allá del concepto "sociedad colonial", que deja fuera a los esclavos y los freeborn. Tampoco examina como la esclavitud afectaba al estado, sino que analizaba como las personas involucradas eran afectadas por la institución en sí misma. Apunta intencionadamente que la rivalidad entre las diferentes islas caribeñas se debe a la amplitud del sistema, que simultáneamente las unía y las dividía; ya que el "sistema" requería que soportasen la jerarquía, las islas individualmente comunicadas con sus colonizadores, más allá de comunicarse entre sí y competir por un estatus y no la mejora general de la ciudadanía.
A partir de 1961, Goveia comenzó a sufrir problemas de salud que redujeron su producción editorial en cierta medida, pero continuó enseñando hasta su prematura muerte a los 55 años.

## Muerte y legado
Goveia falleció el 18 de marzo de 1980 en su casa, en Hope Mews, Kingston (Jamaica). En 1985, se inauguró una serie de conferencias nombradasElsa Goveia Memorial Lectures, que destaca por la continuación de la investigación de la historia del Caribe. En 1989, la sala de lectura de la biblioteca del Mona Campus de la Universidad de las Indias Occidentales fue renombrada en honor a Goveia. Desde 1995, la Asociación de Historiadores Caribeños ha premiado a los académicos que han demostrado excelencia en el estudio de la historia caribeña.
Fue una de las pioneras de la investigación histórica sobre la esclavitud y el Caribe, y es considerada "premier social historian" (en español: principal historiadora social) desde la década de 1960 hasta su muerte.